# Parapercis maritzi
Parapercis maritzi är en fiskart som beskrevs av Anderson 1992. Parapercis maritzi ingår i släktet Parapercis och familjen Pinguipedidae. Inga underarter finns listade i Catalogue of Life.